# Wilhelm Albrecht Oeltzen
Wilhelm Albrecht Oeltzen, född 2 oktober 1824 i Hannover, rapporterad saknad 1875, var en tysk astronom. 
Oeltzen var först assistent vid observatoriet i Wien, därefter observator vid observatoriet i Paris. Han är bekant för sin bearbetning av en del av Friedrich Wilhelm August Argelanders zonobservationer, nämligen precisionsobservationerna från 45°–80°.